# سوني بوي نيلسون
سوني بوي نيلسون (بالإنجليزية: Sonny Boy Nelson)‏ هو موسيقي أمريكي، ولد في 23 ديسمبر 1908 في يوتيكا في الولايات المتحدة، وتوفي في 4 نوفمبر 1998 في غرينفيل في الولايات المتحدة.

## وصلات خارجية
- سوني بوي نيلسون على موقع ميوزك برينز (الإنجليزية)
- سوني بوي نيلسون على موقع ديسكوغز (الإنجليزية)